# Александър Архангелски
Александър Архангелски е руски хоров диригент и композитор.

## Биография
Учи в Краснославското богословско училище, а след това в Богословската семинария в Пенза, където от 1862 г. ръководи епископския хор.
Той е регент в Пенза, после в Санкт Петербург. От 1872 г. е член на параклиса в Санкт Петербург. Преподава пеене в Александровския лицей. Ръководи през 1880 в Санкт Петербург смесен хор, който има богат репертоар (народни песни, хорово удобно съвременни композитори композиции) и висока музикална култура.В практиката на църковно пеене Архангелски прави новости, заменяйки в църковните хорове хоровите гласове за деца с женски гласове. В областта на руската духовна музика Архангелски буди интерес към обществото и музикалния свят за руската песен, преработвайки много песни за хор.
Написал е две оригинални литургии, бдениета и 80 малки композиции, включително 11 химни.

## Почит
- През 2002 г. на името на А. А. Архангелски е наречен Пензанския музикален колеж.[5]
- През 2003 г. в сградата на Центъра за руска хорова и вокална култура в Пенза е открит паметник барелеф на А. А. Архангелски (скулптор Александър Хачатурян).